# Boksiturahavas
Boksiturahavas románul: Bocșitura, település Romániában, Erdélyben, Fehér megyében.

## Fekvése
Kudzsir mellett fekvő település.

## Története
Boksiturahavas nevét 1913-ban említette először oklevél Boksiturahavas néven, Kudzsir tartozékaként. Boksiturahavasnak 1956-ban 144 lakosa volt.
1966 előtt Kudzsir  része volt. 1966-ban 55 román lakosa volt.
Az 1992 évi népszámláláskor 87 lakosából 85 román volt.